# Henry Abbott
Pour les articles homonymes, voir Abbott.
Henry Abbott est un juriste et un ancien homme politique irlandais né le 18 décembre 1947. Il est juge de la Haute cour (en).
Membre du Fianna Fáil, il est élu Teachta Dála de la circonscription de Longford–Westmeath aux élections générales de 1987,. Il perd son siège aux élections générales de 1989,.